# Perfume (album)
A Perfume Hajasibara Megumi harmadik albuma, mely 1992. augusztus 5-én jelent meg a King Records kiadó jóvoltából. Az énekesnő ezen az albumon elsősorban gyerekkori emlékeiről énekel, ebből kifolyólag kissé gyerekesre sikeredett, de felnőtt számára is kellemes hangzású az album. A japán Oricon lemezeladási lemezeladási lista tizenharmadik helyéig jutott el, így 1992-ben mindkét Megumi album bekerült a Top 20-ba.

## Dalok listája
1. Megumi Island 4:34
2. Nemurenai Macsi de 3:55
3. Vatasi ni Happy Birthday 4:08
4. Jaszasisza va Okurimono 4:54
5. Pot-Au-Feu ga Nicumaru Mae ni 3:38
6. 9 Gacu no Tobira 5:01
7. How How Bear 4:22
8. Stray Cat 3:44
9. Growing Up 4:38
10. Hitomi ni Ginga 5:02
11. Summer Vacation 4:24
12. Heart no Jukue (Memories Forever) 4:07